# Matti Suur-Hamari
Matti Suur-Hamari (født 31. maj 1986) er en finsk snowboarder, der konkurrerede for Finland ved vinter-PL 2014 og igen ved vinter-PL 2018, hvor han var flagbærer for Finland i 2018.
Han vandt sin første paralympiske medalje ved vinter-PL 2018 i snowboarding, som var en guldmedalje i mænds snowboard cross event.